# Comité Español de Automática

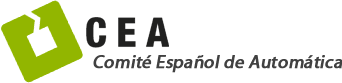
Logotipo del Comité Español de Automática

El Comité Español de Automática (CEA) es una asociación científica española que impulsa el desarrollo, la investigación y las enseñanzas universitarias de la automática, comprendiendo entre otros los aspectos relativos a automatización, control, robótica, visión artificial o inteligencia artificial. Fue fundado en 1968 y agrupa, a nivel estatal, a investigadores, profesores y profesionales en la materia. El comité celebra anualmente, desde 1977, las Jornadas de Automática, que reúnen a investigadores y expertos de empresas para presentar los últimos avances en Automática, y edita la Revista Iberoamericana de Automática e Informática Industrial (RIAI), que se publica desde 2004 en español y sirve como puente de intercambio científico con la comunidad iberoamericana.

## Objetivos
Los objetivos del comité son, entre otros, la promoción del estudio, aplicación y mejora de las técnicas de la Automática, la cooperación entre la Universidad y la Industria en las actividades propias de la Automática, las relaciones internacionales (especialmente con la Federación Internacional de Control Automático (IFAC), así como con otras entidades internacionales relacionadas con la Automática), el fomento de la creación de laboratorios y centros de enseñanza y la divulgación de las técnicas de la Automática.

## Historia
El embrión del actual comité surgió en 1968 bajo la forma legal de una Comisión Técnica de la Automática, constituyendo así el instrumento organizativo que hacía viable la participación de los investigadores españoles en Automática en los organismos internacionales, especialmente en la IFAC.
El interés por los temas relacionados continuó en los años posteriores y comenzaron a crearse grupos interesados en los mismos en universidades como la Universidad Politécnica de Madrid, la Universidad Politécnica de Cataluña y la Universidad de Sevilla. En 1977 se celebraron en Valencia de las primeras Jornadas de Automática, donde se reunieron los profesionales del área y se presentaron ponencias relacionadas con la investigación y la docencia. Tales jornadas se instauraron como un evento anual y se han realizado, de forma casi ininterrumpida, desde entonces.
En 2002 el comité organizó el XV Congreso Mundial de IFAC en Barcelona y, con su apoyo, en 2005 se celebró también en Barcelona el IEEE International Conference on Robotics and Automation (ICRA), y en 2018 el IEEE/RSJ International Conference on Intelligent Robots and Systems (IROS) en Madrid.

## Organización y colaboradores
El comité se organiza en grupos temáticos que cubren los principales intereses de la Automática; estos son Automática Marina, Bioingeniería, Computadores y Control, Control Inteligente, Educación en Automática, Ingeniería de Control, Modelado, Simulación y Optimización, Robótica y Visión por Computador. Así mismo, cuenta con diversos colaboradores; a nivel nacional se encuentran COESI, ISA-Sección Española, Universia y CYTED, mientras que a nivel internacional son la IFAC, IEEE y la mayoría de las asociaciones de Automática de América Latina, además de varias empresas que patrocinan los premios de diversas convocatorias.

## Jornadas de Automática
Las Jornadas de Automática se celebran anualmente desde 1977, normalmente en el mes de septiembre, y se han convertido en el foro de encuentro de investigadores y profesionales de la Automática en España. El programa incluye varias presentaciones plenarias, reuniones de los grupos temáticos, presentación de ponencia científicas, exposición empresarial, entrega de premios y concursos de estudiantes. Además, se celebran las reuniones de la Junta Directiva y de la Asamblea General de CEA.
| Edición | Año  | Lugar de celebración   | Edición | Año  | Lugar de celebración       |
| ------- | ---- | ---------------------- | ------- | ---- | -------------------------- |
| I       | 1977 | Valencia               | XXI     | 2000 | Sevilla                    |
| II      | 1978 | Sigüenza               | XXII    | 2001 | Bellaterra                 |
| III     | 1980 | Sevilla                | XXIII   | 2002 | San Cristóbal de La Laguna |
| IV      | 1981 | Jaca                   | XXIV    | 2003 | León                       |
| V       | 1983 | Vigo                   | XXV     | 2004 | Ciudad Real                |
| VI      | 1985 | Valladolid             | XXVI    | 2005 | Alicante                   |
| VII     | 1986 | Gijón                  | XXVII   | 2006 | Almería                    |
| VIII    | 1987 | Tortosa                | XXVIII  | 2007 | Huelva                     |
| IX      | 1988 | Valencia               | XXIX    | 2008 | Tarragona                  |
| X       | 1989 |                        | XXX     | 2009 | Valladolid                 |
| XI      | 1990 | Baztán                 | XXXI    | 2010 | Jaén                       |
| XII     | 1991 |                        | XXXII   | 2011 | Sevilla                    |
| XIII    | 1992 | Ávila                  | XXXIII  | 2012 | Vigo                       |
| XIV     | 1993 | La Manga del Mar Menor | XXXIV   | 2013 | Tarrassa                   |
| XV      | 1994 | Málaga                 | XXXV    | 2014 | Valencia                   |
| XVI     | 1995 | San Sebastián          | XXXVI   | 2015 | Bilbao                     |
| XVII    | 1996 | Santander              | XXXVII  | 2016 | Madrid                     |
| XVIII   | 1997 | Gerona                 | XXXVIII | 2017 | Gijón                      |
| XIX     | 1998 | Madrid                 | XXXIX   | 2018 | Badajoz                    |
| XX      | 1999 | Salamanca              | XL      | 2019 | Ferrol                     |

## Publicaciones
- Libro Blanco de la Robótica (2007)[15]
- Libro Blanco del Control Automático (2010)[16]